# Pseudopoda dhulensis
Pseudopoda dhulensis là một loài nhện trong họ Sparassidae.
Loài này thuộc chi Pseudopoda. Pseudopoda dhulensis được Peter Jäger miêu tả năm 2001.